# Shandi
"Shandi" är en låt av KISS från deras åttonde studioalbum, Unmasked (1980). Låten är skriven av Paul Stanley och Vini Poncia och utgavs som singel 1980 med "She's So European" som B-sida.
Från KISS är det endast Paul Stanley som spelar på låten. Elbas spelas av Tom Harper som varit Paul Stanleys gitarrtekniker på Dynasty Tour. Keyboard spelas av Holly Knight och trummor av Anton Fig.
"Shandi" spelades på Unmasked Tour 1980 och försvann sedan från setet. Låten spelades inte igen förrän återföreningsturnén nådde Australien 1996. Låten blev en stor hit i Australien och spelas numera nästan alltid när bandet besöker landet. 1980 tog sig låten upp på tionde plats på australiska singellistan.
Trummisen Peter Criss förekommer i musikvideon, trots att han inte spelar några instrument på låten. Just denna musikvideo var Peter Criss sista framträdande i Kiss för återföreningsturnén 1996. Videon spelades in i Dick Clark Westchester Theatre i Tarrytown i maj 1980 och när inspelningen var över lämnade Criss gruppen.

## Medverkande
- Paul Stanley – sång, kompgitarr, akustisk gitarr, sologitarr
- Anton Fig – trummor
- Tom Harper – elbas
- Holly Knight – keyboards
- Vini Poncia – bakgrundssång